# Glenea assamensis
Glenea assamensis är en skalbaggsart som beskrevs av Stefan von Breuning 1950. Glenea assamensis ingår i släktet Glenea och familjen långhorningar. Inga underarter finns listade i Catalogue of Life.